# مجزرة النبك
مجزرة النبك هي أحد المجازر التي حصلت في الثورة السورية وقد اتهم نشطون ومنظمة حقوقية سورية ميليشيات عراقية شيعية تحارب إلى جانب قوات الأسد بارتكابها 